# Emil Skalny
Emil Skalny (ur. 28 czerwca 1926, zm. 2 czerwca 2000) – polski pracownik przemysłu motoryzacyjnego związany z Sanokiem.

## Życiorys

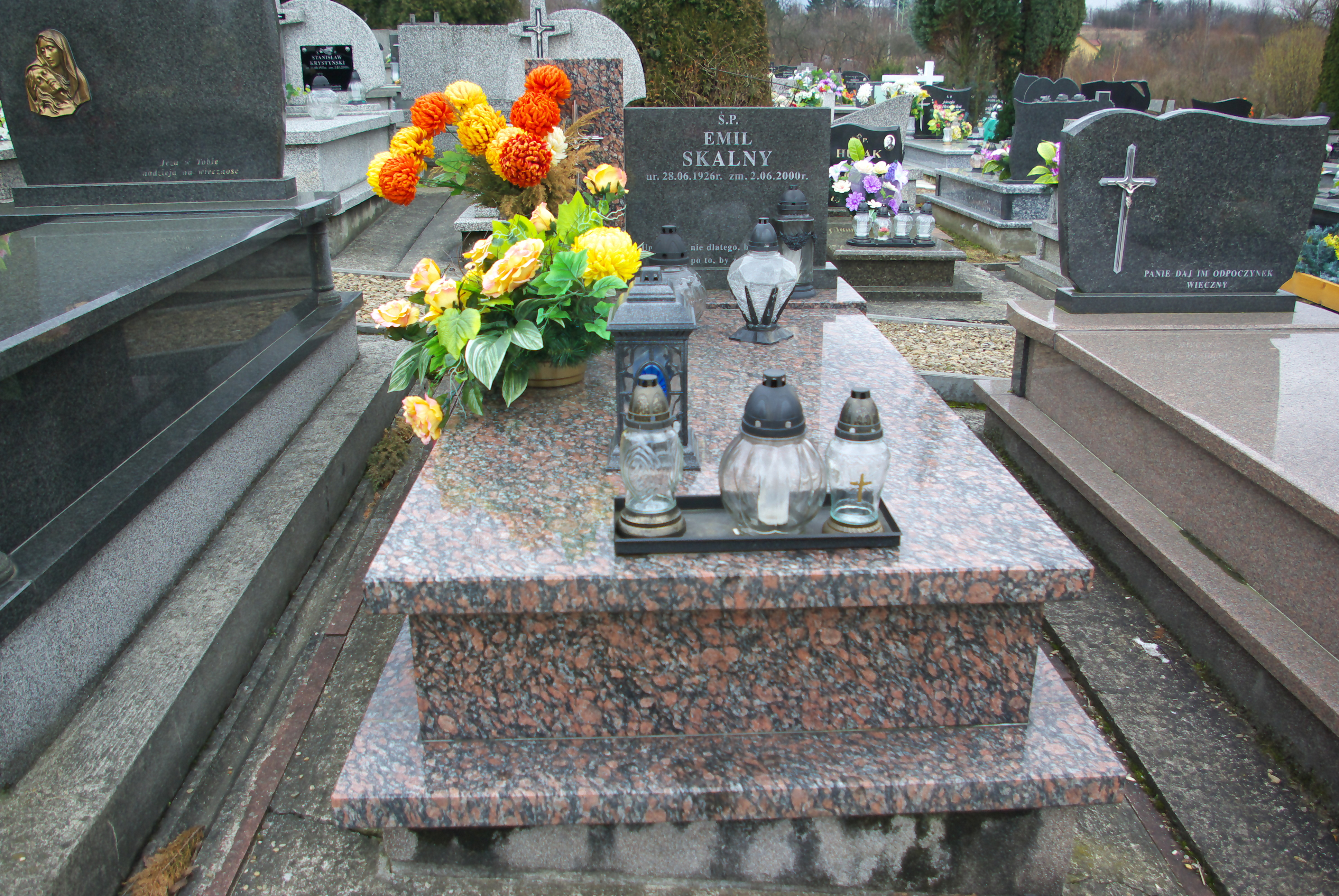
Nagrobek Emila Skalnego

Urodził się 28 czerwca 1926. W okresie PRL był zatrudniony w Fabryce Wagonów „Sanowag”, późniejszej Sanockiej Fabryce Autobusów „Autosan”. Pracował na stanowisku starszego mistrza. W 1957 został członkiem Kolegium Karno-Administracyjnego w Sanoku. W lipcu 1975 zasiadł we władzach wojewódzkich Towarzystwa Przyjaźni Polsko-Radzieckiej w Krośnie.
Emil Skalny zmarł 2 czerwca 2000. Został pochowany na Cmentarzu Posada w Sanoku.

## Odznaczenia
- Krzyż Kawalerski Orderu Odrodzenia Polski (Uchwałą Rady Państwa z 23 września 1987 za wybitne zasługi w pracy zawodowej i działalności społecznej)[4]